# Cantó de Sagro-di-Santa-Giulia
El cantó de Sagro-di-Santa-Giulia (cors, cantone di Sagru di Santa Ghjulia) és una antiga divisió administrativa francesa situat al departament de l'Alta Còrsega i a la Col·lectivitat Territorial de Còrsega. Va existir de 1973 a 2015.

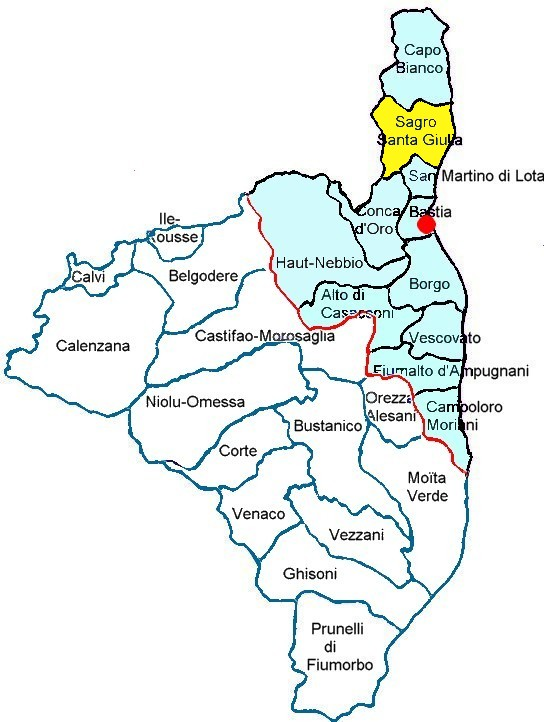
Localització del cantó de Sagro-di-Santa-Giulia

## Administració
| Període   | Identitat             | Partit               | Qualitat |
| --------- | --------------------- | -------------------- | -------- |
| 1973-2011 | Jean-Baptiste Motroni | Socialistes i aliats |          |
| 2011-2015 | Ange-Pierre Vivoni    | Socialistes i aliats |          |

## Composició
| Nom                 | Població | Codi Postal | Codi Insee |
| ------------------- | -------- | ----------- | ---------- |
| Brando              | 1 527    | 20222       | 2B043      |
| Canari              | 323      | 20217       | 2B058      |
| Nonza               | 67       | 20217       | 2B178      |
| Ogliastro           | 96       | 20217       | 2B183      |
| Olcani              | 55       | 20217       | 2B184      |
| Olmeta-di-Capocorso | 112      | 20217       | 2B187      |
| Pietracorbara       | 433      | 20233       | 2B224      |
| Sisco               | 743      | 20233       | 2B281      |

## Demografia
| 1962  | 1968  | 1975  | 1982  | 1990  | 1999  | 2012  |
| ----- | ----- | ----- | ----- | ----- | ----- | ----- |
| 2.801 | 3.105 | 2.738 | 2.801 | 2.937 | 3.356 | 4.018 |